# 4811 Семашко
4811 Семашко (4811 Semashko) — астероїд головного поясу, відкритий 25 вересня 1973 року.
Тіссеранів параметр щодо Юпітера — 3,604.